# Vicarello
Vicarello is een plaats (frazione) in de Italiaanse gemeente Collesalvetti.